# Concho County
Das Concho County ist ein County im Bundesstaat Texas der Vereinigten Staaten. Das U.S. Census Bureau hat bei der Volkszählung 2020 eine Einwohnerzahl von 3.303 ermittelt. Der Sitz der County-Verwaltung (County Seat) befindet sich in Paint Rock.

## Geographie
Das County liegt etwa 50 km westlich des geographischen Zentrums von Texas und hat eine Fläche von 2574 Quadratkilometern, wovon 6 Quadratkilometer Wasserfläche sind. Es grenzt im Uhrzeigersinn an folgende Countys: Runnels County, Coleman County, McCulloch County, Menard County, Schleicher County und Tom Green County.

## Geschichte
Concho County wurde am 1. Februar 1858 aus Teilen des Bexar County gebildet. Benannt wurde es nach dem Concho River, dessen Name auf die spanische Bezeichnung für „Muschel“ zurückgeht und wahrscheinlich auf die Muschelschalen in der Gegend Bezug nimmt.
Vier Bauwerke und Stätten des Countys sind im National Register of Historic Places (NRHP) eingetragen (Stand 22. Oktober 2018).

## Demografische Daten

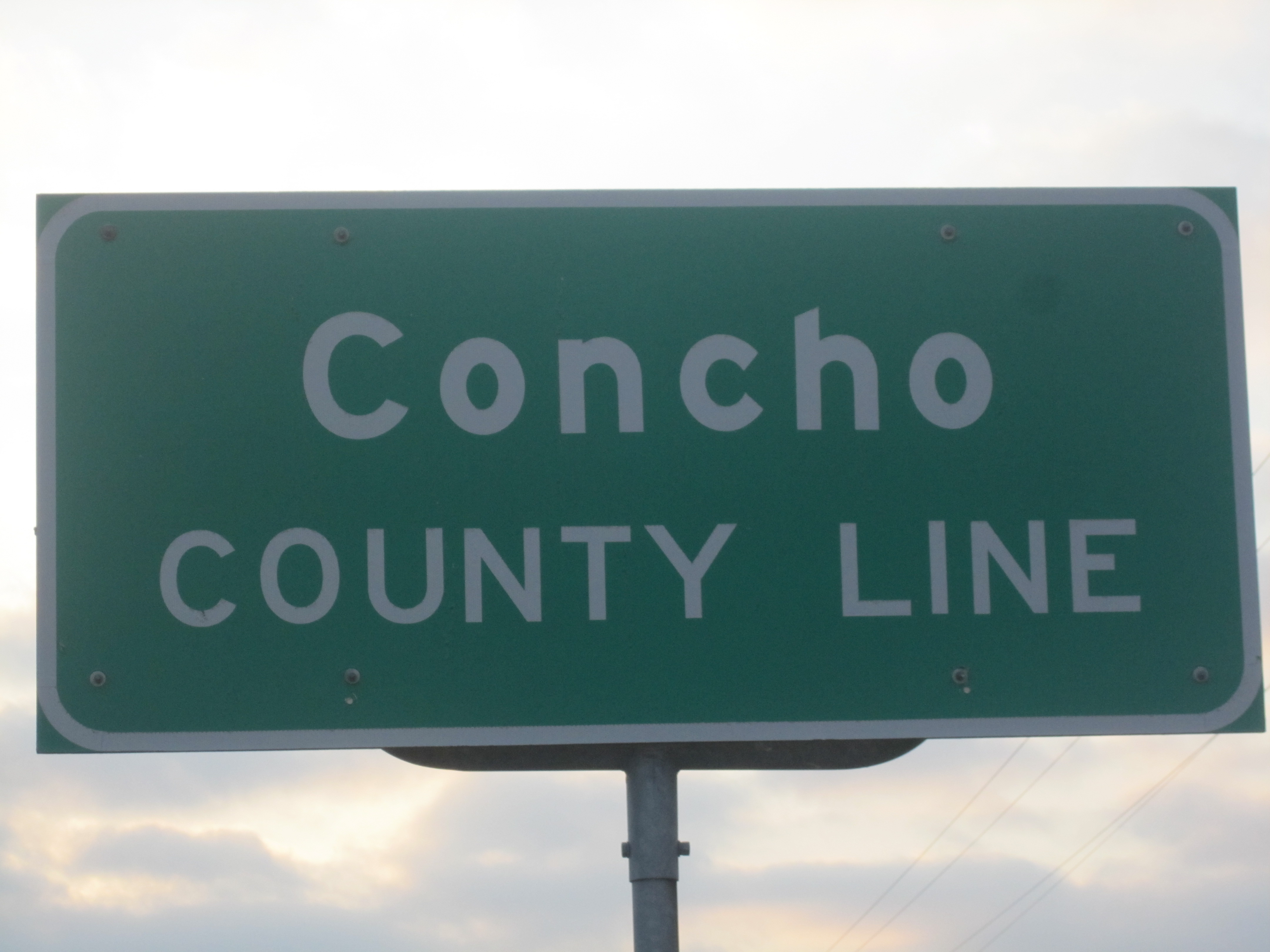
Hinweisschild zur Countygrenze

Nach der Volkszählung im Jahr 2000 lebten im Concho County 3.966 Menschen in 1.058 Haushalten und 757 Familien. Die Bevölkerungsdichte betrug 2 Einwohner pro Quadratkilometer. Ethnisch betrachtet setzte sich die Bevölkerung zusammen aus 88,20 Prozent Weißen, 0,98 Prozent Afroamerikanern, 0,48 Prozent amerikanischen Ureinwohnern, 0,08 Prozent Asiaten, 0,10 Prozent Bewohnern aus dem pazifischen Inselraum und 8,93 Prozent aus anderen ethnischen Gruppen; 1,24 Prozent stammten von zwei oder mehr Ethnien ab. 41,33 Prozent der Einwohner waren spanischer oder lateinamerikanischer Abstammung.
Von den 1.058 Haushalten hatten 29,8 Prozent Kinder oder Jugendliche, die mit ihnen zusammen lebten. 59,4 Prozent waren verheiratete, zusammenlebende Paare, 9,7 Prozent waren allein erziehende Mütter und 28,4 Prozent waren keine Familien. 26,6 Prozent waren Singlehaushalte und in 14,2 Prozent lebten Menschen im Alter von 65 Jahren oder darüber. Die durchschnittliche Haushaltsgröße betrug 2,45 und die durchschnittliche Familiengröße betrug 2,97 Personen.
16,1 Prozent der Bevölkerung war unter 18 Jahre alt, 10,4 Prozent zwischen 18 und 24, 38,2 Prozent zwischen 25 und 44, 21,5 Prozent zwischen 45 und 64 und 13,8 Prozent waren 65 Jahre alt oder älter. Das Medianalter betrug 36 Jahre. Auf 100 weibliche Personen kamen 181,3 männliche Personen und auf 100 Frauen im Alter von 18 Jahren oder darüber kamen 209,9 Männer.
Das jährliche Durchschnittseinkommen eines Haushalts betrug 31.313 USD, das Durchschnittseinkommen einer Familie betrug 36.894 USD. Männer hatten ein Durchschnittseinkommen von 20.750 USD, Frauen 21.458 USD. Das Prokopfeinkommen betrug 15.727 USD. 7,5 Prozent der Familien und 11,9 Prozent der Einwohner lebten unterhalb der Armutsgrenze.

## Städte und Gemeinden
| - Concho - Eden - Eola | - Lowake - Millersview | - Paint Rock - Vick |